# Atgāzene
Atgāzene es un barrio de la ciudad de Riga, Letonia.

## Superficie
Posee una superficie de 0,745 kilómetros cuadrados (74,5 hectáreas).

## Población
Hasta 2021 presentaba una población de 1324 habitantes, con una densidad de población de 1777,18 habitantes por kilómetro cuadrado.

## Transporte

### Rutas
- Autobús: 56.[1]